# 楊麗華
楊 麗華（よう れいか、561年 - 609年）は、中国北周の宣帝の皇后。後に隋の楽平公主となった。隋の文帝楊堅と皇后独孤伽羅の長女で、隋の煬帝楊広の姉である。

## 経歴
宣帝が皇太子だったとき、東宮に入って皇太子妃に立てられた。578年閏6月、皇后に立てられた。579年2月、宣帝が天元皇帝を自称すると、麗華は天元皇后を号した。7月、朱満月が天皇后となり、陳月儀が天左皇后となり、元楽尚が天右皇后となって、後宮に4人の皇后が並びたった。580年2月、天元大皇后となった。3月、陳月儀が天中大皇后となり、尉遅熾繁が天左大皇后となったため、5皇后となった。
麗華は性格が穏やかで、嫉妬心を持たなかったので、4皇后や嬪御たちにも敬愛された。宣帝はひとたび昏倒して臥せると、その喜怒が度を越すようになった。あるとき麗華を責めて罰を加えようとしたが、麗華は冷静に受け答えしたので、宣帝は逆上して麗華に死を賜ろうとした。麗華の母の独孤伽羅がこのことを聞くと、宮殿を訪れて陳謝し、流血するまで叩頭したので、罪を免れることができた。5月、宣帝が死去すると、静帝により皇太后に立てられ、弘聖宮に住んだ。
劉昉・鄭訳らは宣帝の遺詔といつわって、麗華の父の随国公楊堅が輔政を託されたと公表した。麗華は陰謀に参加しておらず、静帝が幼少のため他族に専横されるのを恐れて、劉昉・鄭訳らがこの詔を実行するのを喜んでいた。しかし父に簒奪の意図があると知って、不満を抱き、言動にも現れた。581年2月、禅譲が実行されて隋が建国されると、麗華の憤懣ははなはだしかった。文帝は麗華を譴責することもできず、内々に恥じ入るしかなかった。586年、楽平公主に封ぜられた。文帝は麗華を再嫁させようとしたが、麗華は誓って許さず、取りやめられた。609年、煬帝に従って張掖におもむき、河西で死去した。享年は49。煬帝が長安に帰ると、麗華の遺体は定陵に葬られた。

## 女子
- 宇文娥英（中国語版）（578年 - 615年）- 宣帝との間の娘。李崇（536年 - 583年）の子李敏（576年 - 614年）に降嫁。後に外叔父の煬帝により賜死に追い込まれた。
- 宇文昡（中国語版）（577年 - 594年）- 宣帝との間の娘。宣帝の五女。17歳で早世。近年、発掘調査において墓石は出土している。

## 孫娘
- 李静訓（600年 - 608年）- 宇文娥英と李敏の娘。9歳で夭折。

李静訓以外に宇文娥英の子女はいないため、李静訓の夭折と宇文娥英の死で宣帝と楊麗華の血筋は途絶えている。

## 伝記資料
- 『周書』巻9 列伝第1 皇后
- 『北史』巻14 列伝第2 后妃下